# Silent Hill: Downpour
Silent Hill: Downpour je survival horor videohra z roku 2012. Vytvořilo ji české studio Vatra Games. Jedná se o osmý díl herní série Silent Hill. Hra byla poprvé oficiálně oznámena 9. dubna 2010 pod názvem Silent Hill 8.

## Příběh
Hra sleduje osudy Murphyho Pendletona, který si odpykává trest v Ryallské státní věznici. Jednoho dne má být přesunut do jiné věznice. Cestou se však autobus, který jej spolu s jinými vězni převáží, vybourá a Murphy následně prchá. Dostává se do města Silent Hill, kde je nucen čelit své minulosti.

## Postavy

### Murphy Pendleton
Hlavní hrdina hry a vězeň číslo RS 273A. Byl zatčen kvůli krádeži auta a kladení odporu policii. Dříve byl ženatý, ale manželství se rozpadlo poté co byl jeho syn zavražděn. To mu způsobilo těžké trauma. Při převozu autobusem se mu povede utéct a Murphy se dostává do Silent Hill.

### Anne Cunningham
Důstojnice vězeňské služby, která dohlíží na Murphyho přesun. Cítí zášť vůči Myrphymu, o němž se říká že zavraždil jejího otce Franka Coleridge. Když Murphy uteče, tak jej Anne pronásleduje.

### George Sewell
Zkorumpovaný důstojník vězeňské služby. Murphy s ním udělal dohodu, která mu umožnila pomstít svého syna. Sewell po něm však na oplátku chtěl smrt Franka Coleridge. Po většinu děje hry se objevuje v flashbacích a snech, aby Murphymu připomínal jeho hříchy.

### Frank Coleridge
Důstojník vězeňské služby, který věřil, že Murphy je dobrý člověk. Snažil se dosáhnout Murphyho propuštění. Sewell chtěl jeho smrt, a proto uzavřel s Murphym dohodu. Během hry se objevuje jak halucinace v zrcadlech, kdy nabízí Murphymu radu. Díky dohodě se Sewellem však Murphyho také straší v podobě monstra na vozíku, které reprezentuje Murphyho vinu.

### Pat Napier
Pedofil, který byl dříve Murphyho soused. Právě on zabil Murphyho syna. Ve vězení však Murphy dostal možnost se pomstít.

### Howard Blackwood
Pošťák v Silent Hill, kterého Murphy několikrát potká.

### Bobby Ricks
DJ rádiové stanice v Silent Hill. Stejně jako Murphy, i on přišel do Silent Hill, aby čelil svým nočním můrám, ale nakonec zde byl uvězněn.

### John Sater
Bývalý průvodce na ďáblově propasti, který způsobil nehodu na jedné z atrakcí. Výsledkem byla smrt osmi dětí. V Silent Hill je uvězněn, stejně jako Ricks.

## Hudba
Hudbu do hry složil Daniel Licht, který dříve vytvořil hudbu do Dextera nebo Hellraisera. Ústřední melodii obstarala nu metalová skupina Korn. Vokály pro dvě písně vytvořila zpěvačka Mary Elizabeth McGlynn. Soundtrack byl vydán 13. března 2012 spolu s hrou.

## Hodnocení
Hra byla kritiky přijata rozporuplně. Na jednu stranu byl chválen příběh a atmosféra hry. Na stranu druhou však hra čelia kritice kvůli soubojovému systému a technickému zpracování. Reakce fanoušků hru hodnotily pozitivněji, přičemž fanoušci vychvalovali hlavně příběh a puzzle ve hře. Murphy Pendleton byl navíc označen za jednoho z nejlépe rozvinutých protagonistů v Silent Hill.